# Río Cruces y Chorocamayo

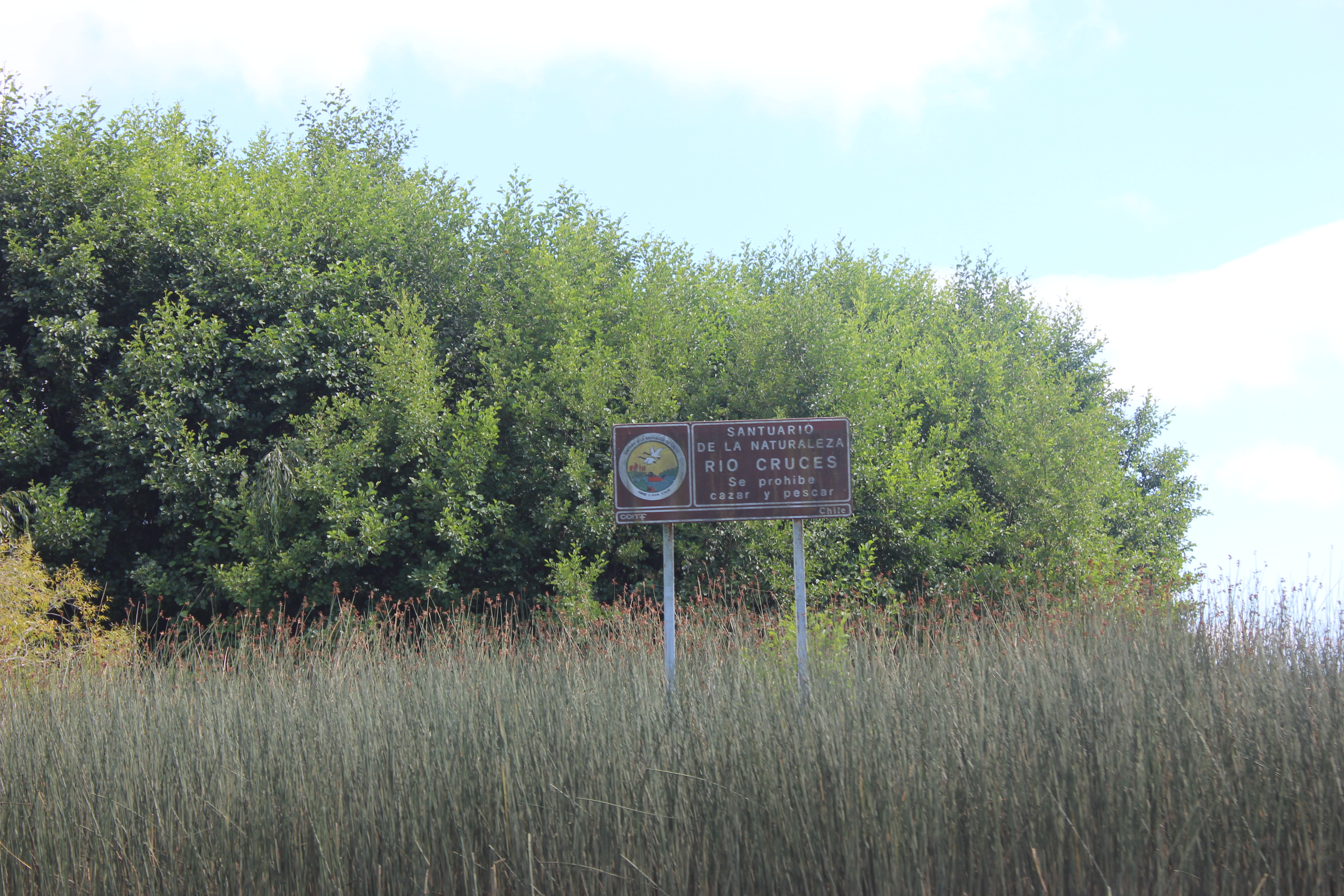
Cartel que da el inicio, entre juncos, al Santuario de la Naturaleza Río Cruces.

El Santuario de la Naturaleza Río Cruces y Chorocamayo, ubicado en la Región de los Ríos, fue originado por la subsidencia provocada por el terremoto de Valdivia de 1960. La magnitud del movimiento sísmico fue tal que provocó el hundimiento de las zonas bajas ubicadas alrededor de Valdivia, las que fueron inundadas por las aguas de los ríos, dando origen al humedal. El nacimiento de esta zona húmeda permitió, a su vez, que una variedad de flora y fauna acuática poblara el área.
El paisaje es un patrimonio ambiental, una sinergia cultural y natural, un recurso que representa la fisonomía de un espacio y refleja su naturaleza e historia. Dadas las características que lo convierten en un espacio natural único en la región, la zona húmeda de los alrededores de la ciudad de Valdivia fue declarada Santuario de la Naturaleza en 1981.

## Crisis socioambiental del año 2004
La intervención humana sobre el ecosistema del Humedal del Río Cruces en la Región de Los Ríos, hábitat característico del Cisne de cuello negro (Cygnus melancoryphus), entre otras diversas especies, se intensificó críticamente a partir del 2004. Esto coincidió con el comienzo de las operaciones de la planta de celulosa Valdivia (CELCO-Arauco), la que descarga sus efluentes aproximadamente 15 km aguas arriba del Humedal. Se trata de procesos caracterizados por intervenciones en el medioambiente y por los conflictos sociales derivados de la confrontación de visiones acerca de diferentes modelos de desarrollo.
En 2004, el santuario sufrió un proceso de deterioro ambiental que produjo la muerte y migración masiva de una de las colonias de Cisnes de cuello negro más grandes de Sudamérica, junto con otras especies de aves. Entre 1999 y 2004, la población de aves acuáticas fluctuaba entre 5.780 y 25.985 individuos. Entre 2005 y 2010, se registró un descenso significativo de estas, alcanzando entre 335 y 7.131 individuos. Asimismo, la población de cisnes de cuello negro bajó de una media de 5.323 individuos a 513. Otra especie afectada fue el luchecillo, una planta acuática que es el principal alimento del cisne de cuello negro. En solo un año desapareció casi por completo del humedal. A fines de 2004, y con el fin de determinar las causas del deterioro, la Comisión Nacional del Medio Ambiente (CONAMA) delegó a la Universidad Austral de Chile la conducción de un estudio. Este concluyó que el desastre ecológico se debió a la contaminación por metales pesados —específicamente cobre, hierro, manganeso y zinc— y determinó que la planta de celulosa Valdivia, propiedad de Celulosa Arauco y Constitución (Celco), había emitido los residuos contaminantes. El 6 de octubre de 2006, el área protegida ingresó al Registro de Montreux, una lista de la Convención de Ramsar que identifica los sitios amenazados por el deterioro ambiental. Actualmente, estudios de la Universidad Austral se preocupan de investigar los daños provocados por la contaminación, así como por proteger y difundir el ecosistema existente en el lugar.
En julio de 2013, el juzgado civil de Valdivia declaró a Celco culpable del daño ambiental, en un juicio iniciado por el Consejo de Defensa del Estado. La empresa fue condenada a tomar medidas para la conservación del humedal, entre ellas un programa de monitoreo del enclave. Una vez cumplidos los requisitos anteriores, la compañía deberá indemnizar a la comunidad por los daños causados. A partir del cese del vertido de sustancias contaminantes, la población de cisnes comenzó a recuperarse y en 2018 ya superaba la cantidad de aves anterior a 2004.

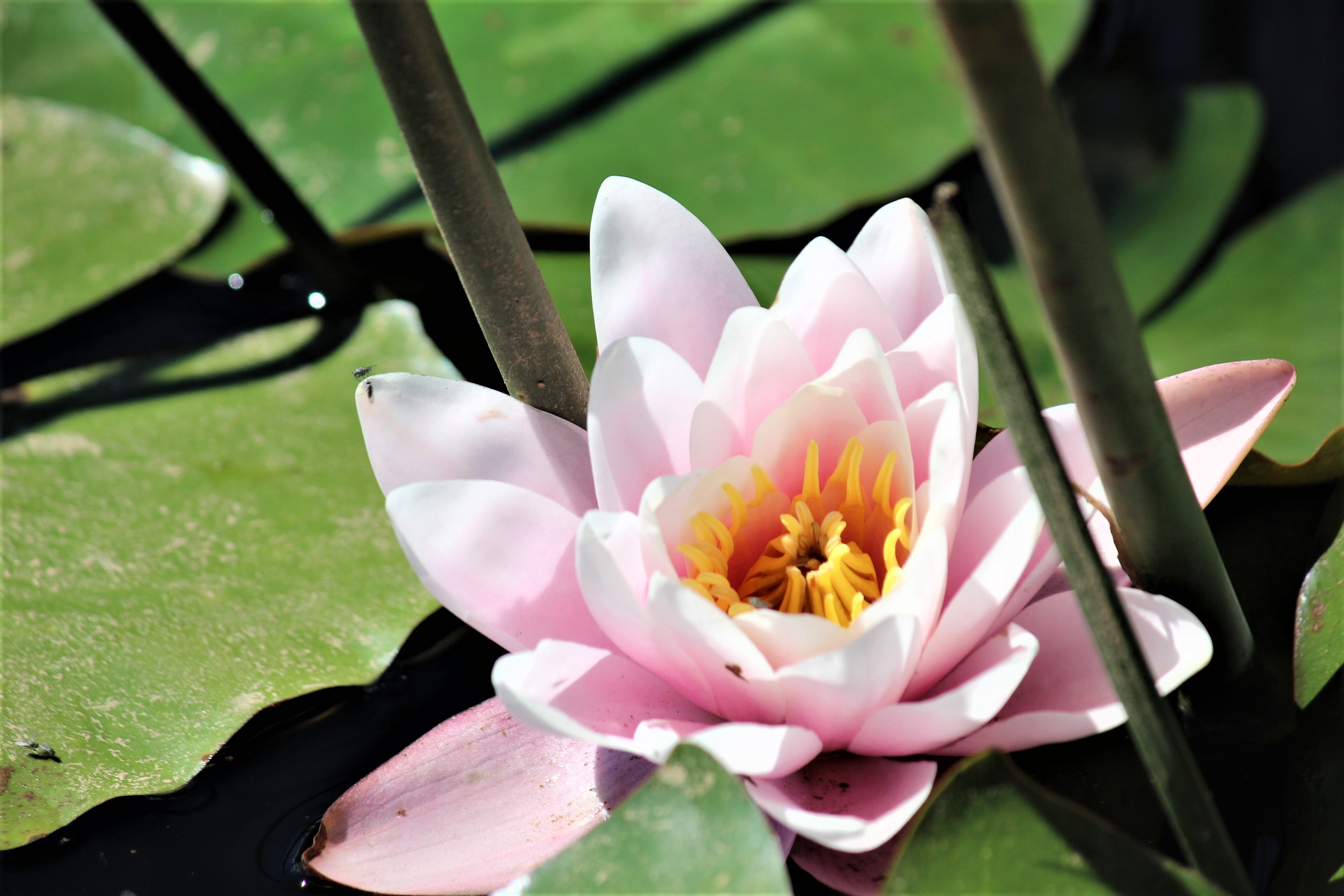
Nelumbo nucifera o conocida vulgarmente como flor de loto sagrado.

## Contexto geológico y ecosistémico

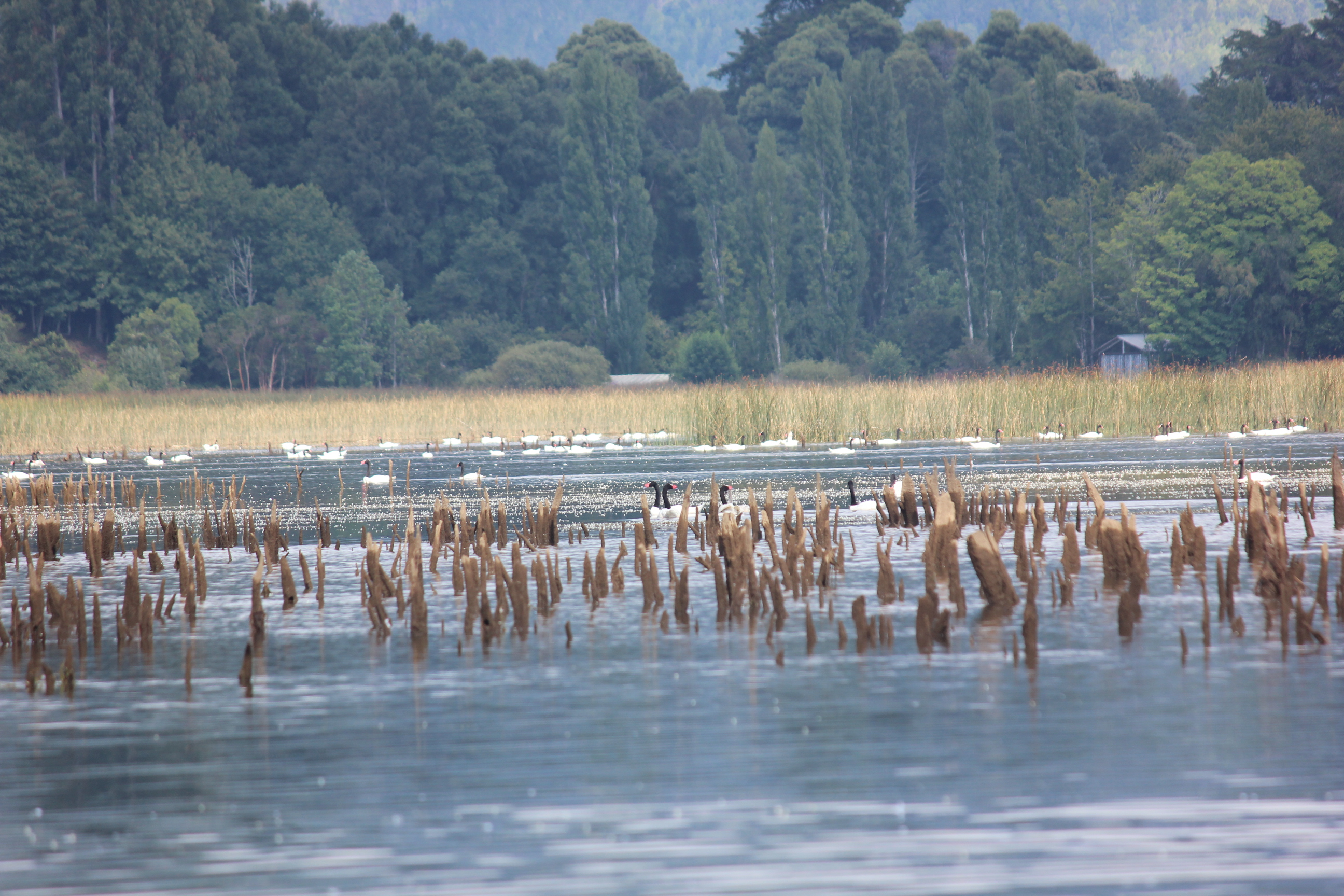
Avistamiento de bandadas de cisnes de cuello negro en el Santuario Río Cruces y Chorocamayo.

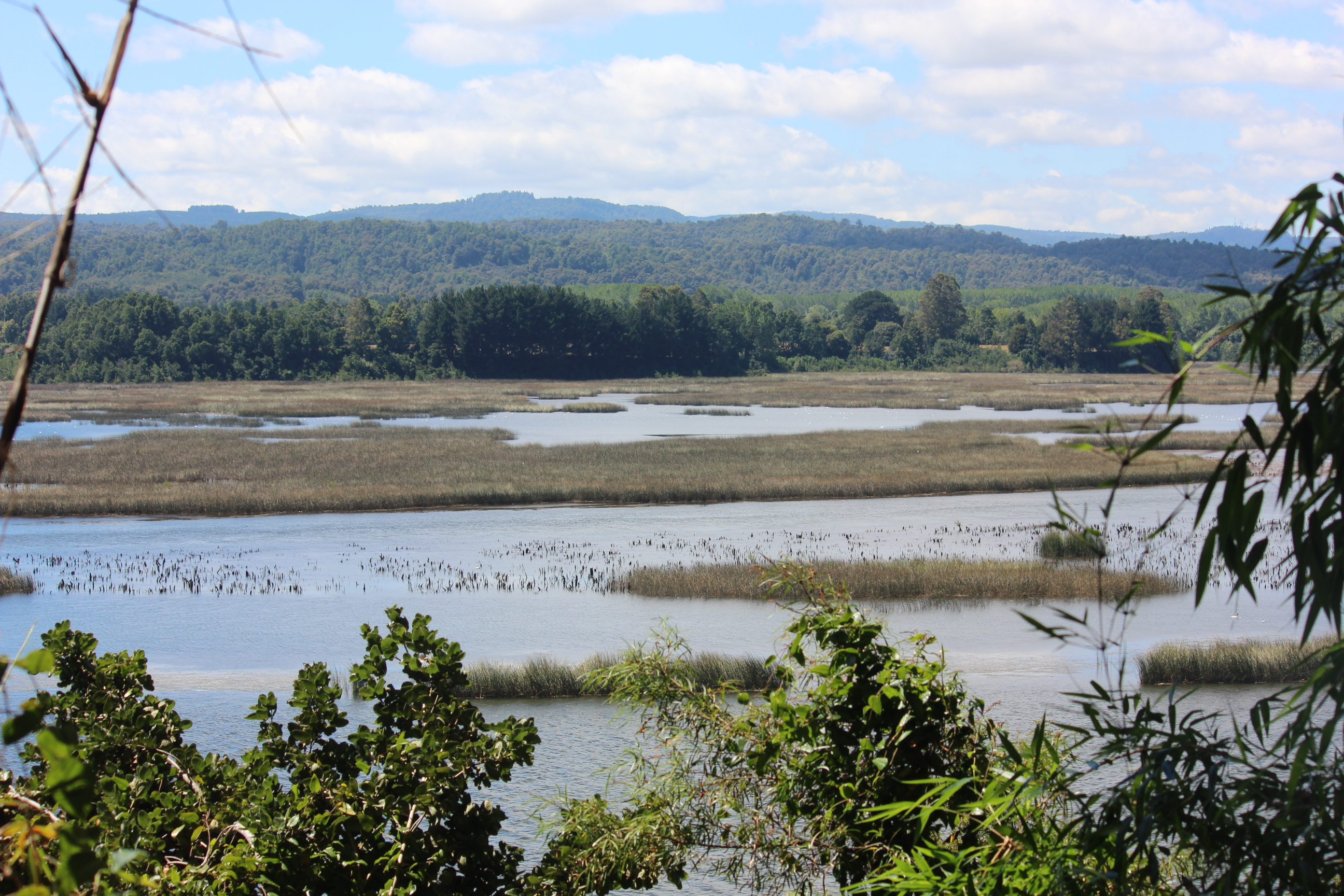
Santuario de la Naturaleza y Sitio Ramsar, Río Cruces y Chorocamayo.

El área se inserta en una depresión tectónica, denominada depresión de San José, que separa los relieves oriental y occidental de la cordillera de la Costa, y cuya geomorfología presenta zonas planas con terrenos permanentemente inundados y vegas con inundación temporal. Los ambientes dominantes en el área son, bañados de poca profundidad (60%), zonas con troncos en regeneración (7%), humedales del tipo hualves (7%) y pajonales (6%). Se han observado y clasificado 80 especies de plantas sumergidas, plantas natantes y plantas emergentes o palustres, y su flora se caracteriza por su riqueza y abundancia en 5 ambientes diferenciables (cauce, bañados, pantanos, hualves y riberas). La fauna característica, por su diversidad y abundancia, son las aves acuáticas con unas 119 especies.
Una síntesis ecosistémica, utilizada como modelo conceptual por investigadores de la Universidad de Chile para determinar las variables controladoras del humedal Río Cruces, se puede definir como la composición de un todo (holístico), el ecosistema, por medio de la reunión de sus partes y la interacción entre ellas. En este sentido, el ecosistema del humedal Río Cruces, así como los de alrededores, presentan una dinámica trófica compleja que depende en alto grado de la concentración de sólidos en suspensión. Estos últimos, originados producto de la estructura del suelo de la subcuenca del humedal, influenciada por la agricultura, ganadería y silvicultura, y la interacción entre la velocidad de la corriente y los sedimentos del fondo del humedal, que genera re-suspensión, y se ve modificada por la presencia de macrófitas que contribuyen a aumentar la sedimentación y disminuir la re-suspensión.

## Patrimonio Cultural de Chile
Los humedales conforman un importante aporte al patrimonio natural y cultural de un país. El patrimonio (del latín patrimonium) corresponde a la forma cómo construimos comunidad en torno a aquellas cosas, actividades y tradiciones a las cuales damos valor; aquella 'herencia' de nuestros antepasados. Esta herencia puede ser valiosa desde un punto de vista estético, afectivo, histórico, religioso, social y/o cultural, entre varios más, a los que las personas o comunidades le atribuyen ciertos objetos o bienes materiales-inmateriales. Con el propósito de protegerlo, ha sido clasificado (pese a la complejidad, en la realidad, de separarlo de su contexto territorial y paisaje natural) en patrimonio natural y cultural material e inmaterial.
Si bien en la ciudad de Valdivia se encuentran inmersas varias zonas con humedales aledaños a la comunidad como en los sectores de Angachilla, Llancahue, Miraflores, Las Mulatas, El Bosque, Parque Krahmer, entre otros, el área declarada como Monumento Nacional corresponde al Santuario de la Naturaleza Río Cruces y Chorocamayo; el 1° Sitio Ramsar de relevancia mundial. Es decir, entre el extremo norte de la Isla Teja por el sur y 2 kilómetros (km) al norte del Castillo San Luis de Alba por el norte. El área posee aproximadamente una superficie de 4.877 hectáreas, con una longitud de 25 km y un ancho de 2 km. Sin embargo, los humedales Angachilla y Llancahue fueron declarados recientemente, por el Consejo de Ministros para la Sustentabilidad, como nuevos Santuarios de la Naturaleza el 28-05-2021.
Dentro de sus beneficios ecosistémicos y que ayudan a combatir el cambio climático, se destaca su importante papel en el ciclo del carbono, capturando alrededor del 12% del reservorio mundial. Este almacenamiento es crucial, ya que evita la emisión de los tres principales gases de efecto invernadero que atrapan el calor en la atmósfera y que generan el calentamiento global, estos son: dióxido de carbono (CO2), metano (CH4) y óxido nitroso (N2O). Asimismo, son un elemento clave de mitigación de la escasez del recurso hídrico, actúan como esponjas, liberando el agua que almacenaron en invierno de manera paulatina durante estaciones más secas. Además, es un espacio de encuentro para las personas que forman comunidad a largo del Santuario, sirviendo como espacio recreativo, social, educacional (aula al aire libre), turístico, religioso por las comunidades que mantienen esta tradición y tienen una cosmovisión holística del humedal.  